# Зеленушки (род птиц)
Зеленушки (лат. Chloris) — род воробьиных птиц из семейства вьюрковых. Распространены в Евразии, обыкновенная зеленушка встречается также на севере Африки.

## Таксономия
Ранее все виды данного рода помещали в род Carduelis. В 2012 году на основании генетического исследования было выявлено, что он является полифилетическим, в результате чего род был разделён. Несколько видов зеленушек перенесены в восстановленный род Chloris, который был введён французским натуралистом Жоржем Кувье в 1800 году с типовым видом Chloris chloris.

## Описание
Зеленушки — небольшие птицы длиной 12—16 см и массой от 15 до 34 г, с массивным телом, большой головой и крепким коническим клювом, заострёнными крыльями и слегка раздвоенным хвостом. В окраске оперения преобладают зеленовато-жёлтые оттенки на голове и вентральной области, в то время как спина более сероватая, а маховые перья и хвост чёрные. На маховых перьях хорошо заметны жёлтые полосы. Виды из Юго-Восточной Азии имеют более обширные чёрные области, которые распространяются на голову и спину.

## Виды и распространение
В состав рода включают 6 видов:
| Изображение | Научное название    | Русское название       | Распространение                                                                                  |
| ----------- | ------------------- | ---------------------- | ------------------------------------------------------------------------------------------------ |
|             | Chloris ambigua     | Черноголовая зеленушка | Юньнань, север Лаоса, восток Мьянмы и прилежащие области Вьетнама, Таиланд и северо-восток Индии |
|             | Chloris chloris     | Обыкновенная зеленушка | Европа, север Африки, юго-запад Азии                                                             |
|             | Chloris sinica      | Китайская зеленушка    | восток Азии                                                                                      |
|             | Chloris kittlitzi   |                        | острова Бонин                                                                                    |
|             | Chloris monguilloti | Вьетнамская зеленушка  | юг Вьетнама                                                                                      |
|             | Chloris spinoides   | Гималайская зеленушка  | северные регионы Индокитая                                                                       |